# Объединённая организация освобождения Патани
Объединенная организация освобождения Патани или ОООП (англ. Patani United Liberation Organisation, PULO) — одна из самых активных и воинственных групп исламистского толка, призывающих к свободному и независимому Патани. Хотя PULO является крупнейшей сепаратистской мусульманского юга Таиланда, на своем пике насчитывала не более 300 солдат.